# Orientierungslauf-Europameisterschaften 2006
Die 6. Orientierungslauf-Europameisterschaften, die 4. seit der Wiedereinführung des Wettbewerbs im Jahr 2000, fanden vom 5. bis 14. Mai 2006 in und um Otepää in Estland statt. 

## Wettkampfzeitplan
- 7. Mai 2006: Qualifikation und Finale Sprint (in Otepää und Tartu)
- 8. Mai 2006: Qualifikation Mitteldistanz (in Pühajärve)
- 9. Mai 2006: Finale Mitteldistanz (in Haanja)
- 11. Mai 2006: Qualifikation Langdistanz (in Kääriku)
- 12. Mai 2006: Finale Langdistanz (in Otepää)
- 13. Mai 2006: Staffel (in Otepää)

## Herren

### Sprint
| Platz | Land | Athlet                | Zeit        |
| ----- | ---- | --------------------- | ----------- |
| 1     | SWE  | Emil Wingstedt        | 13:02,2 min |
| 2     | GBR  | Jamie Stevenson       | 13:07,3 min |
| 3     | RUS  | Andrei Chramow        | 13:09,4 min |
| 4     | DEN  | Mikkel Lund           | 13:10,3 min |
| 5     | SUI  | David Schneider       | 13:11,0 min |
| 6     | LAT  | Mārtiņš Sirmais       | 13:11,9 min |
| 7     | SUI  | Daniel Hubmann        | 13:19,1 min |
| 8     | NOR  | Øystein Kvaal Østerbø | 13:22,0 min |

Sprint: 7. Mai 2006 

Titelverteidiger:  Emil Wingstedt 

Ort: Tartu 

Länge: 3,07 km 

Steigung: 105 m 

Posten: 17

### Mitteldistanz
| Platz | Land | Athlet            | Zeit      |
| ----- | ---- | ----------------- | --------- |
| 1     | FRA  | Thierry Gueorgiou | 34:04 min |
| 2     | LAT  | Mārtiņš Sirmais   | 34:11 min |
| 3     | RUS  | Walentin Nowikow  | 34:18 min |
| 4     | FRA  | Damien Renard     | 34:26 min |
| 5     | SWE  | Peter Öberg       | 34:18 min |
| 6     | SWE  | Emil Wingstedt    | 34:42 min |
| 7     | SWE  | David Andersson   | 34:43 min |
| 8     | FIN  | Jarkko Huovila    | 34:44 min |

Mitteldistanz: 9. Mai 2006 

Titelverteidiger:  Thierry Gueorgiou 

Ort: Haanja 

Länge: 6,7 km 

Steigung: 160 m 

Posten: 18

### Langdistanz
| Platz | Land | Athlet           | Zeit      |
| ----- | ---- | ---------------- | --------- |
| 1     | FIN  | Jani Lakanen     | 1:35:22 h |
| 2     | SUI  | Daniel Hubmann   | 1:37:22 h |
| 3     | EST  | Olle Kärner      | 1:39:14 h |
| 4     | RUS  | Walentin Nowikow | 1:39:32 h |
| 5     | FIN  | Mats Haldin      | 1:39:37 h |
| 6     | NOR  | Holger Hott      | 1:40:53 h |
| 7     | SWE  | Mats Troeng      | 1:41:04 h |
| 8     | NOR  | Anders Nordberg  | 1:41:22 h |

Langdistanz: 12. Mai 2006 

Titelverteidiger:  Kalle Dalin 

Ort: Otepää 

Länge: 16,21 km 

Steigung: 430 m 

Posten: 33

### Staffel
| Platz | Land | Athleten                                            | Zeit      |
| ----- | ---- | --------------------------------------------------- | --------- |
| 1     | SWE  | Niclas Jonasson Peter Öberg David Andersson         | 2:19:59 h |
| 2     | FRA  | François Gonon Damien Renard Thierry Gueorgiou      | 2:20:02 h |
| 3     | NOR  | Lars Skjeset Carl Waaler Kaas Øystein Kvaal Østerbø | 2:20:05 h |
| 4     | CZE  | Vladimír Lučan Michal Smola Petr Losman             | 2:20:06 h |
| 5     | SUI  | Matthias Müller Fabian Hertner Daniel Hubmann       | 2:20:09 h |
| 6     | RUS  | Leonid Nowikow Walentin Nowikow Andrei Chramow      | 2:20:20 h |
| 7     | FIN  | Jani Lakanen Jarkko Huovila Tero Föhr               | 2:20:30 h |
| 8     | DEN  | Chris Terkelsen René Rokkjær Mikkel Lund            | 2:21:14 h |

Staffel: 13. Mai 2006 

Titelverteidiger:  Jarkko Huovila, Pasi Ikonen, Mats Haldin 

Ort: Otepää 

Länge: 9,13 km / 9,23 km / 9,19 km 

Steigung: 290 m / 290 m / 290 m 

Posten: 24 / 24 / 24

## Damen

### Sprint
| Platz | Land | Athletin                   | Zeit        |
| ----- | ---- | -------------------------- | ----------- |
| 1     | SUI  | Simone Niggli-Luder        | 12:35,0 min |
| 2     | NOR  | Marianne Andersen          | 13:12,5 min |
| 3     | FIN  | Minna Kauppi               | 13:14,8 min |
| 4     | SWE  | Kajsa Nilsson              | 13:22,3 min |
| 5     | NOR  | Ingunn Hultgreen Weltzien  | 13:23,1 min |
| 6     | SWE  | Karolina Arewång-Höjsgaard | 13:25,0 min |
| 7     | GER  | Karin Schmalfeld           | 13:27,4 min |
| 8     | EST  | Anu Annus                  | 13:37,6 min |

Sprint: 7. Mai 2006 

Titelverteidigerin:  Simone Niggli-Luder 

Ort: Tartu 

Länge: 2,73 km 

Steigung: 80 m 

Posten: 14

### Mitteldistanz
| Platz | Land | Athletin            | Zeit      |
| ----- | ---- | ------------------- | --------- |
| 1     | FIN  | Minna Kauppi        | 33:41 min |
| 2     | NOR  | Marianne Andersen   | 34:16 min |
| 3     | FIN  | Heli Jukkola        | 34:55 min |
| 4     | RUS  | Tatjana Rjabkina    | 35:10 min |
| 5     | SUI  | Simone Niggli-Luder | 35:18 min |
| 6     | SWE  | Emma Engstrand      | 36:18 min |
| 7     | SUI  | Vroni König-Salmi   | 36:22 min |
| 8     | SWE  | Helena Jansson      | 36:33 min |

Mitteldistanz: 9. Mai 2006 

Titelverteidigerin:  Hanne Staff 

Ort: Haanja 

Länge: 5,68 km 

Steigung: 135 m 

Posten: 15

### Langdistanz
| Platz | Land | Athletin                   | Zeit      |
| ----- | ---- | -------------------------- | --------- |
| 1     | SUI  | Simone Niggli-Luder        | 1:12:04 h |
| 2     | FIN  | Heli Jukkola               | 1:17:41 h |
| 3     | FIN  | Minna Kauppi               | 1:20:54 h |
| 4     | SWE  | Karolina Arewång-Höjsgaard | 1:21:48 h |
| 5     | SUI  | Vroni König-Salmi          | 1:21:55 h |
| 6     | CZE  | Dana Brožková              | 1:22:51 h |
| 7     | NOR  | Marianne Andersen          | 1:23:56 h |
| 8     | NOR  | Marianne Riddervold        | 1:24:00 h |

Langdistanz: 12. Mai 2006 

Titelverteidigerin:  Simone Niggli-Luder 

Ort: Otepää 

Länge: 10,93 km 

Steigung: 270 m 

Posten: 25

### Staffel
| Platz | Land | Athletinnen                                             | Zeit      |
| ----- | ---- | ------------------------------------------------------- | --------- |
| 1     | FIN  | Paula Haapakoski Heli Jukkola Minna Kauppi              | 1:58:10 h |
| 2     | SUI  | Lea Müller Vroni König-Salmi Simone Niggli-Luder        | 1:58:11 h |
| 3     | SWE  | Emma Engstrand Kajsa Nilsson Karolina Arewång-Höjsgaard | 1:58:18 h |
| 4     | NOR  | Marianne Riddervold Birte Riddervold Marianne Andersen  | 1:58:24 h |
| 5     | RUS  | Julia Nowikowa Natalja Kortschowa Irina Miktschalko     | 2:01:12 h |
| 6     | CZE  | Marta Štěrbová Zdenka Stará Dana Brožková               | 2:07:55 h |
| 7     | EST  | Annika Rihma Maret Vaher Anu Annus                      | 2:08:01 h |
| 8     | LTU  | Kristina Rybakovaite Indre Valaite Sandra Pauzaite      | 2:08:04 h |

Sprint: 13. Mai 2006 

Titelverteidigerinnen:  Karolina Arewång-Höjsgaard, Jenny Johansson, Gunilla Svärd 

Ort: Otepää 

Länge: 6,19 km / 6,29 km / 6,32 km 

Steigung: 180 m / 180 m / 180 m 

Posten: 17 / 17 / 17

## Medaillenspiegel
| Platz | Land                   | Gold | Silber | Bronze | Gesamt |
| ----- | ---------------------- | ---- | ------ | ------ | ------ |
| 1     | Finnland               | 3    | 1      | 3      | 7      |
| 2     | Schweiz                | 2    | 2      | -      | 4      |
| 3     | Schweden               | 2    | -      | 1      | 3      |
| 4     | Frankreich             | 1    | 1      | -      | 2      |
| 5     | Norwegen               | -    | 2      | 1      | 3      |
| 6     | Lettland               | -    | 1      | -      | 1      |
|       | Vereinigtes Königreich | -    | 1      | -      | 1      |
| 8     | Russland               | -    | -      | 2      | 2      |
| 9     | Estland                | -    | -      | 1      | 1      |